# Nokia 7360
Nokia 7360 este un tip de celular mobil produs de către compania de telefonie Nokia și face parte din colecția L'Amour 2. Telefonul este echipat cu o cameră VGA și este bazat pe Nokia S40. 

## Design
Nokia 7360 se pot găsi în culorile roz și negru. Telefonul mai are un D-Pad cu 5 căi de navigare. Tastatura are o lumină de fundal, iar tastele sunt mari și permit o scriere rapidă și facilă. Ecranul și tastatura sunt înconjurate de crom. 

## Multimedia
Nokia 7360 este dotat cu un ecran TFT capabil să afișeze până la 65.536 de culori.Telefonul vine echipat cu o cameră VGA și radio FM.
Telefonul redă și formatul MP3 cu toate că trebuie să selectați manual din meniul Galerie.
Are memoria internă de 4 MB și nu oferă un slot de card de memorie.

## Conectivitate
Nokia 7360 suportă GPRS și EDGE.Browser-ul telefonului mai suportă WML (Wireless Mark-Up Language) și este extensibil cu xHTML (HyperText Mark-up Language).
Telefonul oferă Nokia Pop-port și USB.